# Kanton Sarralbe
Kanton Sarralbe (fr. Canton de Sarralbe) je francouzský kanton v departementu Moselle v regionu Grand Est. Tvoří ho 48 obcí. Před reformou kantonů 2014 ho tvořilo 14 obcí.

## Obce kantonu
od roku 2015:
| - Altrippe - Baronville - Bérig-Vintrange - Biding - Bistroff - Boustroff - Brulange - Destry - Diffembach-lès-Hellimer - Eincheville - Ernestviller - Erstroff - Frémestroff - Freybouse - Gréning - Grostenquin - Grundviller - Guebenhouse - Guessling-Hémering - Harprich - Hazembourg - Hellimer - Hilsprich - Holving | - Kappelkinger - Kirviller - Landroff - Laning - Lelling - Leyviller - Lixing-lès-Saint-Avold - Loupershouse - Maxstadt - Morhange - Nelling - Petit-Tenquin - Puttelange-aux-Lacs - Racrange - Rémering-lès-Puttelange - Richeling - Saint-Jean-Rohrbach - Sarralbe - Suisse - Vahl-Ebersing - Le Val-de-Guéblange - Vallerange - Viller - Woustviller |

před rokem 2015:
- Ernestviller
- Hazembourg
- Hilsprich
- Holving
- Kappelkinger
- Kirviller
- Nelling
- Puttelange-aux-Lacs
- Rémering-lès-Puttelange
- Richeling
- Saint-Jean-Rohrbach
- Sarralbe
- Le Val-de-Guéblange
- Willerwald